# Валенсийский национализм
Валенсийский национализм (валенс. Nacionalisme valencià) или валенсианизм (валенс. Valencianisme) — политическое движение в испанском автономном сообществе Валенсия.
Его сторонники поддерживают и выступает за широкое признание валенсийского языка, культуры и политического суверенитета сообщества Валенсия. Как идеология, она имела различные степени социального и политического влияния, начиная с XIX века, способствуя росту уровня самоуправления в автономном сообществе Валенсия, которое воспринимается как политическое образование, преемственное существовавшему ещё в Средние века королевству Валенсия. Группы каталонских националистов иногда причисляют к валенсийским националистам, поскольку некоторые из последних считают валенсийцев частью каталонской нации.
Валенсийский национализм зародился в XIX веке как культурное движение периода каталонского ренессанса. Тогда местные интеллектуалы пытались восстановить культурный статус валенсийского языка после столетий диглоссии и подавления Королевства Валенсия политикой абсолютизма Бурбонов. Делали это они, например, организовывая Цветочные игры, проводимые в здании Ло Рат Пенат. Их последователи создали в начале XX века первые политические организации валенсийских националистов. Символической датой рождения валенсианизма считается 1902 год, когда Фаусти Барбера-и-Марти произнёс речь «О регионализме и валенсийской культуре» (кат. De regionalisme i valentinicultura) . Одной из первых важнейших вех в истории валенсианиза стала «Валенсийская декларация» (кат. Declaración Valencianista), опубликованная 14 ноября 1918 года. Но только во времена Второй Испанской республики валенсиийские националисты достигли определённого политического влияния и климата, благоприятного к получению Валенсией статута автономии. С установлением в стране режима Франко валенсианизм был подавлен, а валенсийский регионализм был фактически ликвидирован. В 1960-х годах Жуан Фустер-и-Уртэльш выступил в качестве лидера современного валенсианизма (фустерианизм), порвавшего с дискурсом регионализма, разрешённого государством. Важность, придаваемая фустеранистами культурному и языковому единству «каталонских земель», стала причиной появления противостоящих этой концепции блаверизма, анти-каталонского валенсийского регионализма.